# Hamburger Bahnhof
Hamburger Bahnhof er en nedlagt jernbanestation beliggende i bydelen Mitte i Berlin, Tyskland. I dag huser bygningen Museum für Gegenwart. 
Hamburger Bahnhof blev indviet i 1847 som endestation for jernbanen mellem Berlin og Hamburg. Stationsbygningen er en af de ældste bevarede i hele Tyskland og den eneste tilbageværende fra den sene klassicisme. Stationen blev nedlagt i 1884 efter blot 37 års drift, og fremover fungerede Lehrter Bahnhof (nuværende Berlin Hauptbahnhof), der lå blot 400 m sydvest for Hamburger Bahnhof, som endestation for jernbanen til Hamburg.
Bygningen blev svært skadet under 2. verdenskrig, blev taget i brug igen i 1996 til Museum für Gegenwart (Nutidsmuseet), der udstiller moderne og samtidig kunst, f.eks. pop art-værker af Andy Warhol og Roy Lichtenstein.